# Synagoge (Fegersheim)

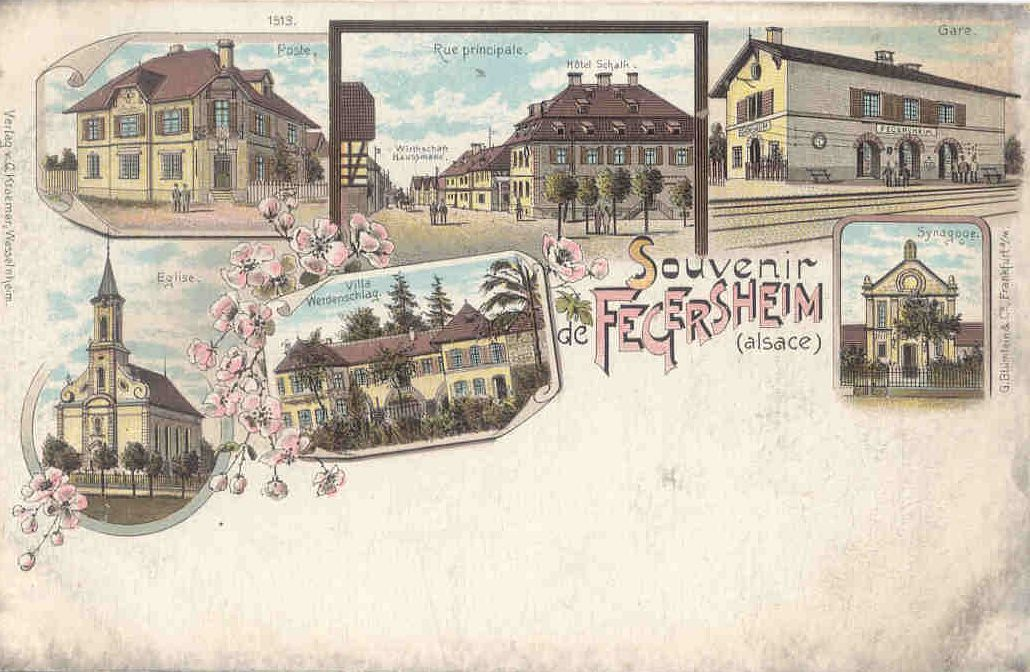
Ansichtskarte von Fegersheim mit Synagoge (rechts außen)

Die Synagoge in der rue du Général Leclerc in Fegersheim, einer französischen Gemeinde im Département Bas-Rhin in der Region Grand Est, wurde 1809 erbaut, 1850  vergrößert und 1894 neu errichtet.
Die Synagoge wurde während der deutschen Besatzung im Zweiten Weltkrieg 1940 geplündert. Später wurde sie an eine Privatperson verkauft und um 1974/75 abgebrochen. 
Zwei Portalsteine der ehemaligen Synagoge werden in der Fondation Elisa, einer Seniorenresidenz in Geispolsheim, aufbewahrt.